# Municipio de Union (condado de Des Moines)
El municipio de Union (en inglés: Union Township) es un municipio ubicado en el condado de Des Moines en el estado estadounidense de Iowa. En el año 2010 tenía una población de 777 habitantes y una densidad poblacional de 7,76 personas por km².

## Geografía
El municipio de Union se encuentra ubicado en las coordenadas 40°46′8″N 91°12′47″O / 40.76889, -91.21306. Según la Oficina del Censo de los Estados Unidos, el municipio tiene una superficie total de 100.12 km², de la cual 97,96 km² corresponden a tierra firme y (2,15 %) 2,16 km² es agua.

## Demografía
Según el censo de 2010, había 777 personas residiendo en el municipio de Union. La densidad de población era de 7,76 hab./km². De los 777 habitantes, el municipio de Union estaba compuesto por el 95,11 % blancos, el 0,39 % eran afroamericanos, el 0,13 % eran amerindios, el 1,29 % eran asiáticos, el 1,29 % eran de otras razas y el 1,8 % eran de una mezcla de razas. Del total de la población el 2,83 % eran hispanos o latinos de cualquier raza.